# Ludwig Pöhler
Ludwig „Eugen“ Pöhler (* 11. Januar 1916 in Hameln; † 26. März 1975) war ein deutscher Fußballnationalspieler. Mit seinem Verein Hannover 96 gewann er 1938 im Wiederholungsspiel mit 4:3 n. V. die deutsche Fußballmeisterschaft gegen den FC Schalke 04. Im Januar 1939 bestritt er gegen Luxemburg sein erstes und einziges Länderspiel.

## Laufbahn

### Vereine
Der Halbstürmer kam 1937 vom FC Saxonia Hameln zu Hannover 96. Er spielte von 1937 bis Frühjahr 1947 und von 1950 bis 1953 für 96. Dort hatte er seinen größten sportlichen Moment 1938, als er mit Hannover 96 zuerst die Meisterschaft in der Gauliga Niedersachsen gewann und dann den FC Schalke 04 im Finale um die deutsche Meisterschaft mit 4:3 n. V. im Wiederholungsspiel besiegte und damit die Niedersachsen zum ersten Mal Deutscher Meister wurden. In den zwei Endrunden um die deutsche Meisterschaft 1938 und 1941 hat Pöhler insgesamt 13 Spiele absolviert und sieben Tore erzielt.
„Eugen“ Pöhler, wie er aus unbekanntem Grund genannt wurde, verließ 96 im Frühjahr 1947, spielte bei der SpVgg Hameln 07 und dem nachfolgenden Fusionsverein SpVgg Preußen Hameln. Mit der SpVgg 07 Hameln gewann er 1948/49 in Niedersachsen die Meisterschaft in der Verbandsliga, Staffel Hildesheim, mit 33:7 Punkten vor der TSG Osterode und dem Lokalrivalen Preußen Hameln. In der Qualifikation zur Oberliga-Aufstiegsrunde Nord scheiterte er mit der Spielvereinigung. Im zweiten Anlauf, 1949/50, jetzt mit dem Fusionsverein SpVgg Preußen Hameln, reichte es in der neu eingeführten Amateur-Oberliga West hinter Oberliga Nord-Aufsteiger Eintracht Osnabrück zur Vizemeisterschaft, aber wiederum nicht zum Oberligaaufstieg.
Mit 34 Jahren nahm er das Vertragsangebot aus Hannover an und kehrte ab 1950 zu seinem alten Verein zurück und war dort der bestbezahlte Vertragsspieler. Er erhielt ein Grundgehalt von 320 DM und Zulagen von 135 DM. Am 28. August 1950 debütierte der Nationalspieler des Jahres 1939 bei einer 0:1-Auswärtsniederlage bei Bremerhaven 93 in der Oberliga Nord. Am Rundenende hatte er an der Seite von Mitspielern wie Willi Hundertmark, Hans Tkotz, Heinz Wewetzer und Torjäger Erich Loth (20 Tore) lediglich drei Spiele verpasst (17er Liga) und dabei fünf Tore erzielt. In seiner zweiten Oberligasaison, 1951/52, lief er in allen 30 Ligaspielen für die „Roten“ auf. Von 1950 bis 1953 kam er für die „96er“ in 77 Spielen in der Oberliga Nord zum Einsatz, in denen er 11 Tore erzielte. Am 19. April 1953 bestritt der 37-Jährige bei einem 3:3-Heimremis gegen den Hamburger SV sein letztes Oberligaspiel. Mit Wewetzer, Rolf Paetz, Tkotz und Wolfgang Piechotta bildete er dabei auf Halblinks nochmals den Angriff im damals gebräuchlichen WM-System. 1953 kehrte er zur SpVgg Preußen Hameln zurück, wo er bis 1958 wirkte.
Noch bis in die 1960er Jahre war er als zuletzt 47-jähriger Spielertrainer bei Rasensport Harburg in der Amateurliga Hamburg aktiv. 1964 führte er die Harburger als Trainer in die Regionalliga Nord.

### Auswahlmannschaften
Der kleine, wendige und überaus kampfstarke Halbstürmer überzeugte beim Fußballturnier während des Deutschen Turn- und Sportfestes 1938 in Breslau in der Auswahl von Niedersachsen. Beim 2:0-Erfolg gegen das mit Willibald Kreß, Walter Rose, Helmut Schubert, Erich Hänel und Willi Arlt prominent besetzte Sachsen erzielte er beide Tore. Beim 3:1 gegen Brandenburg zeichnete er sich wiederum als zweifacher Torschütze aus. Das Halbfinale wurde mit 4:1 gegen den Südwesten gewonnen, erst im Endspiel scheiterte Niedersachsen in Breslau mit 1:4 gegen die Auswahl von Ostmark. Pöhler bildete dabei mit Linksaußen Matthias Heidemann den linken Flügel.
Am 5. September 1938, zwei Monate nach dem Titelgewinn der deutschen Meisterschaft, nahm der Halbstürmer von Hannover 96 an einem Testspiel der deutschen Nationalmannschaft in Berlin teil. Reichstrainer Sepp Herberger ließ eine A- gegen eine B-Auswahl antreten. Der Test endete 1:1 und Pöhler bildete dabei mit Mannschaftskamerad Edmund Malecki den rechten Flügel der B-Auswahl.
Im Januar 1939 bestritt er gegen Luxemburg sein erstes und einziges Länderspiel. Das Spiel ging für die deutsche Mannschaft mit 1:2 verloren. Es war an sich ein „B-Länderspiel“, denn gleichzeitig trat eine A-Auswahl in Florenz gegen Italien (2:3) an und dort liefen im Angriff die Spieler Ernst Lehner, Wilhelm Hahnemann, Josef Gauchel, Helmut Schön und Johann Pesser für Deutschland auf.
1955 spielte Pöhler noch für die Auswahl des norddeutschen Fußball-Verbands.